# Coppa del Re 2019-2020 (pallavolo)
La Coppa del Re 2019-2020 si è svolta dal 7 al 9 febbraio 2020: al torneo hanno partecipato sei squadre di club spagnole e la vittoria finale è andata per la sesta volta al Teruel.

## Regolamento
Le squadre hanno disputato quarti di finale (non hanno partecipato la prima e la seconda classificata al termine del girone di andata della regular season di Superliga 2019-20, già qualificate alle semifinali), semifinali e finale, tutti giocati in gara unica.

## Squadre partecipanti
| Squadra     | Qualificazione                             | Ultima partecipazione |
| ----------- | ------------------------------------------ | --------------------- |
| Almería     | 1ª al girone di andata Superliga 2019-2020 | Coppa del Re 2018-19  |
| Emevé       | 4ª al girone di andata Superliga 2019-2020 | Debutto               |
| Eivissa     | 5ª al girone di andata Superliga 2019-2020 | Coppa del Re 2018-19  |
| L'Illa-Grau | 6ª al girone di andata Superliga 2019-2020 | Coppa del Re 2018-19  |
| Palma       | 3ª al girone di andata Superliga 2019-2020 | Coppa del Re 2018-19  |
| Teruel      | 2ª al girone di andata Superliga 2019-2020 | Coppa del Re 2018-19  |

## Torneo

### Tabellone
|  | Quarti | Quarti      | Quarti |  |   | Semifinali | Semifinali  | Semifinali |  |   | Finale  | Finale | Finale |
|  |        |             |        |  |   |            |             |            |  |   |         |        |        |
|  |        |             |        |  |   | 1          | Almería     | 3          |  |   |         |        |        |
|  |        |             |        |  |   | 1          | Almería     | 3          |  |   |         |        |        |
|  |        |             |        |  |   | 5          | Eivissa     | 2          |  |   |         |        |        |
|  | 4      | Emevé       | 2      |  |   | 5          | Eivissa     | 2          |  |   |         |        |        |
|  | 4      | Emevé       | 2      |  |   |            |             |            |  |   |         |        |        |
|  | 5      | Eivissa     | 3      |  |   |            |             |            |  |   |         |        |        |
|  | 5      | Eivissa     | 3      |  |   |            |             |            |  | 1 | Almería | 2      |        |
|  |        |             |        |  |   |            |             |            |  | 1 | Almería | 2      |        |
|  |        |             |        |  |   |            |             |            |  |   | 2       | Teruel | 3      |
|  | 3      | Palma       | 2      |  |   |            |             |            |  |   | 2       | Teruel | 3      |
|  | 3      | Palma       | 2      |  |   |            |             |            |  |   |         |        |        |
|  | 6      | L'Illa-Grau | 3      |  |   |            |             |            |  |   |         |        |        |
|  | 6      | L'Illa-Grau | 3      |  | 2 | Teruel     | 3           |            |  |   |         |        |        |
|  |        |             |        |  | 2 | Teruel     | 3           |            |  |   |         |        |        |
|  |        |             |        |  |   | 6          | L'Illa-Grau | 0          |  |   |         |        |        |
|  |        |             |        |  |   | 6          | L'Illa-Grau | 0          |  |   |         |        |        |

### Risultati

#### Quarti di finale
| 7 febbraio 2020 Palau Son Moix, Palma di Maiorca Durata: 2h:07 - Spettatori: 700   | Emevé | 2 - 3 | Eivissa     | 23-25, 25-23, 25-22, 15-25, 16-18 |
| 7 febbraio 2020 Palau Son Moix, Palma di Maiorca Durata: 2h:18 - Spettatori: 1 800 | Palma | 2 - 3 | L'Illa-Grau | 25-21, 24-26, 25-23, 25-27, 12-15 |

#### Semifinali
| 8 febbraio 2020 Palau Son Moix, Palma di Maiorca Durata: 2h:11 - Spettatori: 1 500 | Almería | 3 - 2 | Eivissa     | 25-22, 22-25, 19-25, 26-24, 17-15 |
| 8 febbraio 2020 Palau Son Moix, Palma di Maiorca Durata: 1h:06 - Spettatori: 1 800 | Teruel  | 3 - 0 | L'Illa-Grau | 25-17, 25-18, 25-11               |

#### Finale
| 9 febbraio 2020 Palau Son Moix, Palma di Maiorca Durata: 2h:11 - Spettatori: 2 500 | Almería | 2 - 3 | Teruel | 24-26, 25-20, 20-25, 25-20, 13-15 |